# Jeremy Hansen
Jeremy Hansen (* 27. ledna 1976, London, Ontario) je kanadský astronaut Kanadské kosmické agentury. Do oddílu astronautů byl vybrán v roce 2009 spolu s Davidem Saint-Jacquesem. V době výběru měl Hansen hodnost kapitána v Royal Canadian Air Force, pilotoval stíhačku McDonnell Douglas CF-18 Hornet. Od té doby byl povýšen na podplukovníka. 3. března 2023 byl vybrán jako člen posádky mise Artemis II.

## Dětství a vzdělání
Narodil se ve městě London v Ontariu, vyrostl na farmě rovněž v Ontariu. Střední školu absolvoval ve městě Ingersoll. Bakalářský titul má Hansen v oboru vesmírných věd z Royal Military College v Kingstonu. V roce 2000 získal na téže univerzitě magisterský titul v oboru fyziky, tématem jeho práce bylo satelitní sledování se širokým zorným polem.

## Kariéra astronauta
Do oddílu astronautů byl vybrán v roce 2009 ve věku 33 let. Roku 2010 byl vybrán k podvodnímu testování na palubě laboratoře Aquarius v rámci posádky NEEMO-19, kde spolu s ním byli i dánský astronaut Andreas Mogensen a americký astronaut Randolph James Bresnik. Na letovou nominaci Hansen stále čeká.
Na konferenci NASA konané 3. března 2023 byl oznámen jako jeden ze členů posádky Artemis II.

## Osobní život
Jeremy Hansen je ženatý a s manželkou má tři děti.